# Tavira

Tavira (en arabe : تابيرة Tabira) est une municipalité portugaise du district de Faro, région et sous-région de l'Algarve, sa population est de 26 167 habitants (recensement de 2011).

## Géographie
La ville est le siège d'un municipio de 607 km2 et 26 167 habitants, divisé en 6 paroisses (freguesias).
Le municipio de Tavira est limité au nord-est par le municipio d'Alcoutim, à l'est par Castro Marim et par la partie occidentale du conseil de Vila Real de Santo António, au sud-ouest par Olhão, à l'ouest par São Brás de Alportel et par Loulé et au sud par le littoral atlantique. Elle se trouve dans la zone Sotavento (Algarve oriental).
La ville est traversée par la rivière Gilão, qui se jette ici à la mer. Les marées de l'estuaire remontent au delà même de la ville, permettant la récolte de vers par les pêcheurs à marée basse. La zone côtière de Tavira, ainsi que celle d'Olhão à l'ouest, forme la « Ria Formosa », un complexe lagunaire de nombreux bancs de sable et îlots de sable (parfois habités). Cette lagune est une zone protégée, réserve ornithologique et où la pêche est contrôlée. L'eau est plutôt saumâtre sur la côte immédiate, mais une fois la lagune traversée les grandes bancs de sable blanc et les vagues de l'Atlantique attirent de nombreux touristes.

## Histoire

### Du Néolithique à l'Empire romain
Les origines de la ville remontent à la fin de l'âge du bronze (1000 - 800 av. J.-C.). Au VIIIe siècle av. J.-C., elle devient un des premiers établissements phéniciens de l'ouest ibérique. Les phéniciens créent une ville aux murs massifs, avec au moins deux temples, deux ports et une structure urbaine régulière. La Tavira phénicienne a existé jusqu'au VIe siècle av. J.-C., date à laquelle elle fut détruite par un conflit.
On pense qu'elle s'appelait Baal Saphon, d'après le nom phénicien du dieu de la mer et du tonnerre. Ce nom serait à l'origine du nom de Balsa.
Après un siècle d'abandon, la colonie renaît lors de la période de renouveau urbain qui caractérise la période de Tartessos et devient plus importante que la première. Cette deuxième Tavira de la période Tartessos est aussi abandonnée à la fin du IVe siècle av. J.-C.
Le centre se déplace alors vers le Cerro do Cavaco, une colline fortifiée occupée jusqu'à l'époque de l'empereur Auguste.

### De l'Empire romain à la période maure
Après la conquête de la péninsule par les romains, ceux-ci vont créer un nouveau port qu'ils nomment Balsa, à 7 km à l'ouest de la ville de Tavira. Balsa devient une ville plus importante que Tavira. Elle prospère lorsque prospère l'Empire romain, et périclite sur la fin. Lorsque les Maures conquièrent la péninsule au VIIIe siècle, la ville de Balsa n'existait déjà plus.
Pendant la période romaine, Tavira était une ville de passage secondaire entre Balsa et Baesuris (aujourd'hui Castro Marim).

### La période maure
L'occupation maure de Tavira entre les VIIIe et XIIIe siècles laisse son empreinte sur l'agriculture, l'architecture et la culture de la région. Cette influence se voit encore aujourd'hui à Tavira avec les murs blancs, les portes et les toits de style maure. Les Maures ont bâti un château, deux mosquées et des palais. Le superbe « pont romain » de sept arches, n'est plus considéré comme d'origine romaine selon une étude archéologique récente, mais d'origine maure daté du XIIe siècle.
C'est une époque prospère pour Tavira qui devient un port de commerce et de pêche important. La région reste rurale jusqu'au XIe siècle quand la mauresque Tavira (de l'arabe Tabira, « la cachée »), se développe rapidement, et devient une des villes importantes d'Algarve.

### La reconquête
En 1242, Dom Paio Peres Correia reprend Tavira aux Maures lors d'une bataille sanglante en représailles  de la mort de sept de ses chevaliers tués lors d'une trêve. La population de la ville est décimée lors de cette bataille. Les chrétiens reprennent dès lors le contrôle de Tavira et si la plupart des musulmans quittent la ville, certains laissent leur nom au quartier nommé mouraria.

### Le tremblement de terre de 1755
Au XVIIe siècle, le port acquiert une importance considérable, assurant notamment le transit du sel, du poisson séché et du vin. Comme dans le reste de l'Algarve, la plupart de ses bâtiments sont détruits par le tremblement de terre de 1755. On estime que ce tremblement de terre a atteint la magnitude de 9 sur l'échelle de Richter, provoquant des raz de marée, et a causé des dommages incalculables dans toute la région. On l'appelle tremblement de terre de Lisbonne en raison des dévastations provoquées dans la capitale, mais son épicentre se situait plutôt à 200 km à l'ouest-sud-ouest du Cap Saint-Vincent en Algarve.

### Tavira aujourd'hui

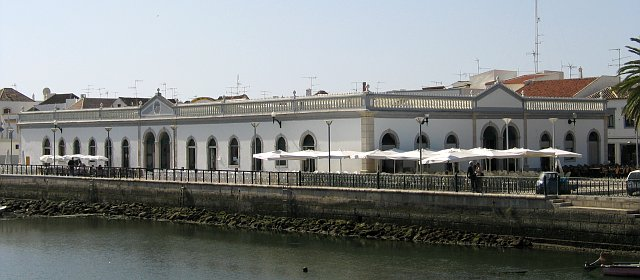
Le marché municipal

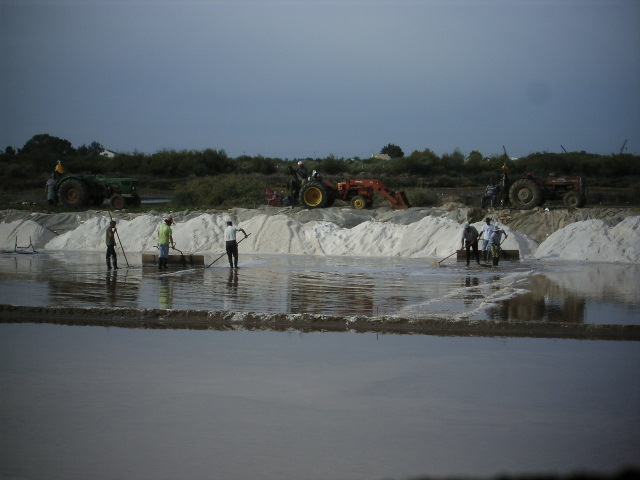
Salines

La ville a été reconstruite et conserve de nombreux bâtiments du XVIIIe siècle. Le noyau ancien se trouve autour du château de Tavira et de l'église Santa Maria. Restée longtemps à l'écart du tourisme de masse et tournée vers l'agriculture et les produits de la mer (salines, pêche), Tavira se développe depuis quelques années. Ce développement a conduit ces derniers temps à une hausse du prix des logements.
- La plage — accessible en traversant la lagune par un court trajet en bateau — attire une population familiale, majoritairement portugaise, mais aussi des voisins espagnols et français.
- L'offre culturelle s'est développée avec des galeries d'art, des concerts (surtout en été). Une bibliothèque moderne installée dans l'ancienne prison.
- Parmi les monuments, on peut citer le château, dont il reste quelques murailles autour d'un jardin méditerranéen, le palacio da galeria transformé en galerie municipale, de nombreuses églises et couvents (comme l'église de Santa Maria do Castelo) ou l'ancien marché municipal au bord du rio Gilão.

Son port, autrefois important, est maintenant ensablé. Tavira reste cependant connue dans tout le Portugal pour être « La Capitale du poulpe », parfois encore pêché comme à l'époque romaine (avec des amphores/cruches plongées dans l'eau, remontées quand un poulpe s'y est installé). Autre spécialité locale : le sel de mer, et notamment sa fleur de sel, réputée pour sa finesse et sa saveur.
L'agriculture, bien qu'en fort déclin (parfois au profit de monocultures d'agrumes) reste présente, et la gastronomie locale se base sur ces produits locaux et de qualité : ragoûts de poissons (dont la fameuse « Cataplana »), gâteau à la farine de caroube (donnant un goût légèrement chocolaté), huiles d'olive, ragoût de sanglier, eau-de-vie de figue ou d'arbousier.
Tavira se modernise petit à petit, avec cinémas, centre commerciaux, hôtels de luxe, complexes résidentiels, quartiers entiers de résidences secondaires, golf et autres, tout en préservant farouchement son centre-ville traditionnel, encourageant la rénovation à l'identique des bâtiments.

## Démographie
| 1801   | 1849   | 1900   | 1930   | 1940   | 1960   | 1981   | 1991   | 2001   |
| ------ | ------ | ------ | ------ | ------ | ------ | ------ | ------ | ------ |
| 10 557 | 14 162 | 25 392 | 27 786 | 28 920 | 27 798 | 24 615 | 24 857 | 24 997 |

| 2011   | - | - | - | - | - | - | - | - |
| ------ | - | - | - | - | - | - | - | - |
| 26 167 | - | - | - | - | - | - | - | - |

## Climat
| Mois                                | jan. | fév. | mars | avril | mai | juin | jui. | août | sep. | oct. | nov. | déc. | année |
| ----------------------------------- | ---- | ---- | ---- | ----- | --- | ---- | ---- | ---- | ---- | ---- | ---- | ---- | ----- |
| Température minimale moyenne (°C)   | 11   | 11   | 12   | 13    | 16  | 19   | 20   | 21   | 20   | 18   | 14   | 12   | 16    |
| Température maximale moyenne (°C)   | 15   | 16   | 17   | 19    | 22  | 25   | 27   | 28   | 26   | 23   | 19   | 16   | 21    |
| Précipitations (mm)                 | 55   | 61   | 72   | 67    | 35  | 8    | 3    | 5    | 19   | 76   | 91   | 84   | 576   |
| Nombre de jours avec précipitations | 3    | 3    | 4    | 3     | 2   | 0    | 0    | 0    | 1    | 3    | 4    | 3    | 26    |

## Subdivisions
La municipalié de Tavira est divisée en 6 paroisses (Freguesias) :
- Conceição e Cabanas de Tavira
- Cachopo
- Luz de Tavira e Santo Estêvão
- Santa Catarina da Fonte do Bispo
- Santa Luzia
- Tavira (Santa Maria e Santiago)

## Jumelages
- Perpignan (France) depuis le 7 juillet 2001
- Kénitra (Maroc)

## Personnalités liées
- João Neves (2004-), footballeur portugais né à Tavira
- Jerónimo Osório (1506-1580), historien et écrivain portugais y est décédé